# عبد العزيز بن مشعل بن عبد العزيز آل سعود
الأمير عبد العزيز بن مشعل بن عبد العزيز آل سعود، الرئيس التنفيذي لمجموعة الشعلة القابضة ورئيس التحالف السعودي الإسباني لمشروع قطاع الحرمين ورئيس مجلس إدارة شركة فاي كول المزود العالمي لخدمات الاتصال عبر بروتوكول الإنترنت (VoIP) ورئيس مجلس إدارة شركة الجوف للتنمية الزراعية. والده هو مشعل بن عبد العزيز آل سعود رئيس هيئة البيعة ووالدته هي الأميرة شيخة بنت سعود بن عبد الله بن سعود آل سعود.

## حياته

### أسرته
زوجته الأميرة سارة بنت متعب بن عبد العزيز آل سعود.
وله من الأبناء:
- الأمير محمد. متزوج من الأميرة العنود بنت تركي بن سلطان بن عبد العزيز آل سعود وله من الأبناء الأميرة سارة، والأمير تركي.
- الأمير فهد.[4] متزوج من الأميرة لطيفة بنت فهد بن عمر بن سليمان العبداللطيف .
- الأميرة أضواء. متزوجة من الأمير سعود بن فيصل بن مشعل بن عبد العزيز آل سعود.[5][6]
- الاميرة نورة .
- الأميرة نوف. متزوجة من الأمير سلطان بن مشعل بن محمد بن سعود بن عبد العزيز آل سعود ولها من الأبناء الأمير مشعل.

## وفاته
توفي الأمير عبد العزيز بن مشعل بن عبد العزيز آل سعود في الرياض يوم الثلاثاء 21 رجب 1446 هـ الموافق 21 يناير 2025 وصلي عليه في نفس اليوم بعد صلاة العصر في جامع الإمام تركي بن عبد الله في مدينة الرياض، وتقدم المصلين عليه الأمير فيصل بن بندر بن عبد العزيز آل سعود أمير منطقة الرياض وعدد من الأمراء والمسؤولين من مدنيين وعسكريين ونقل جثمانه إلى مقبرة العود حيثُ دُفن هناك.